# Ain't It Funky
Ain't It Funky è il trentunesimo album in studio del cantante statunitense James Brown, pubblicato nel 1970.

## Tracce
1. Ain't It Funky, Pts. 1-2 (Brown) – 9:26
2. Fat Wood, Pts. 1-2 (Brown, Jimmy Nolen) – 9:15
3. Cold Sweat (Brown, Pee Wee Ellis) – 5:17
4. Give It Up or Turnit a Loose (Charles Bobbit) – 3:45
5. Nose Job (Brown, Bud Hobgood) – 2:30
6. Use Your Mother (Brown) – 3:25
7. After You Done It (Brown) – 3:28